# Île Steamboat
Pour les articles homonymes, voir Steamboat.
L'île Steamboat est une île de l'État de Washington dans le comté de Thurston aux États-Unis.

## Description
Située dans le sud du Puget Sound, elle s'étend sur un peu plus de 370 m de longueur pour une largeur d'environ 138 m. 

## Histoire
Elle a été habitée à partir de 1909.